# Galidiinae
Galidinés, Galidies
Sous-famille

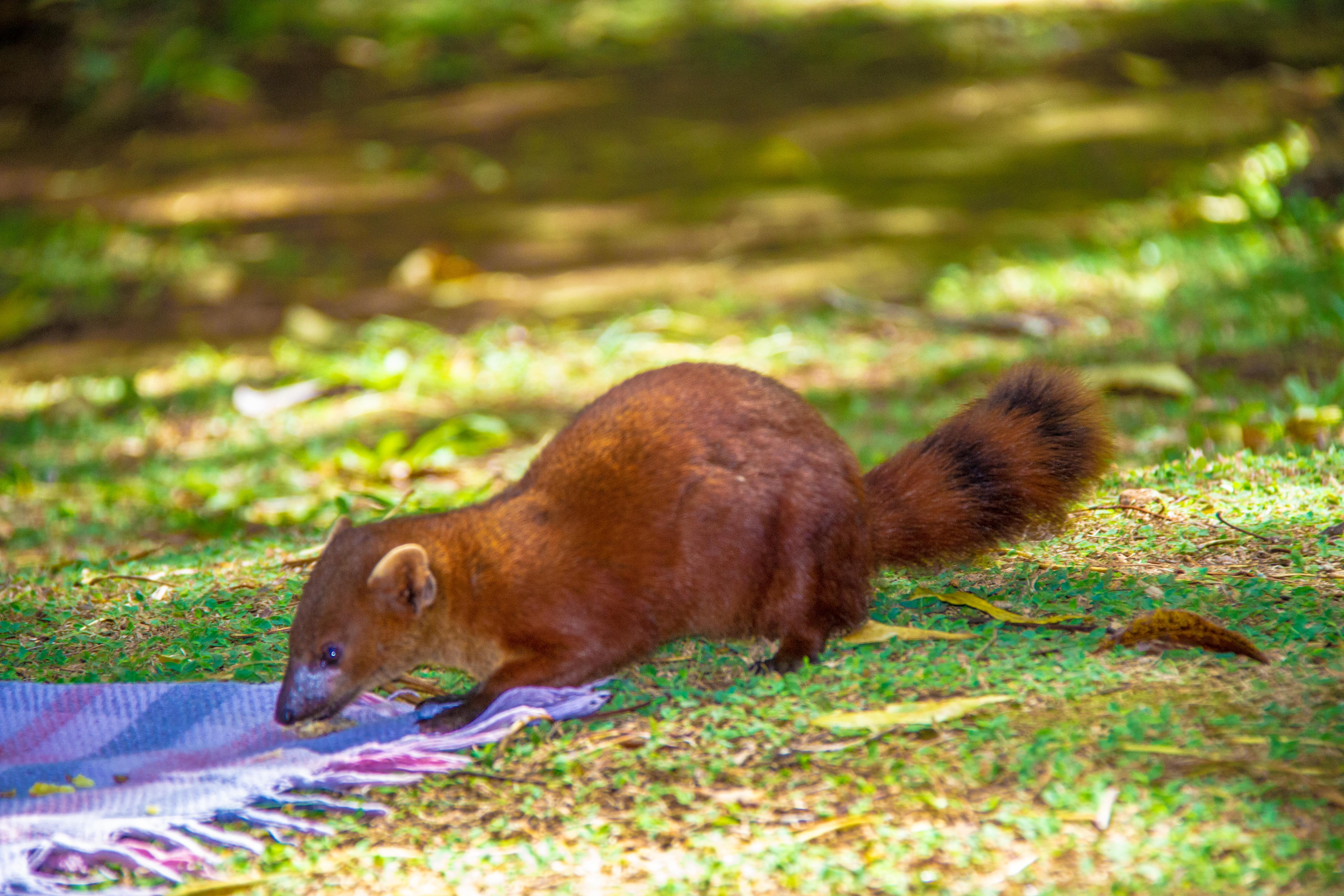
Vontsira-Mangouste de Madagascar

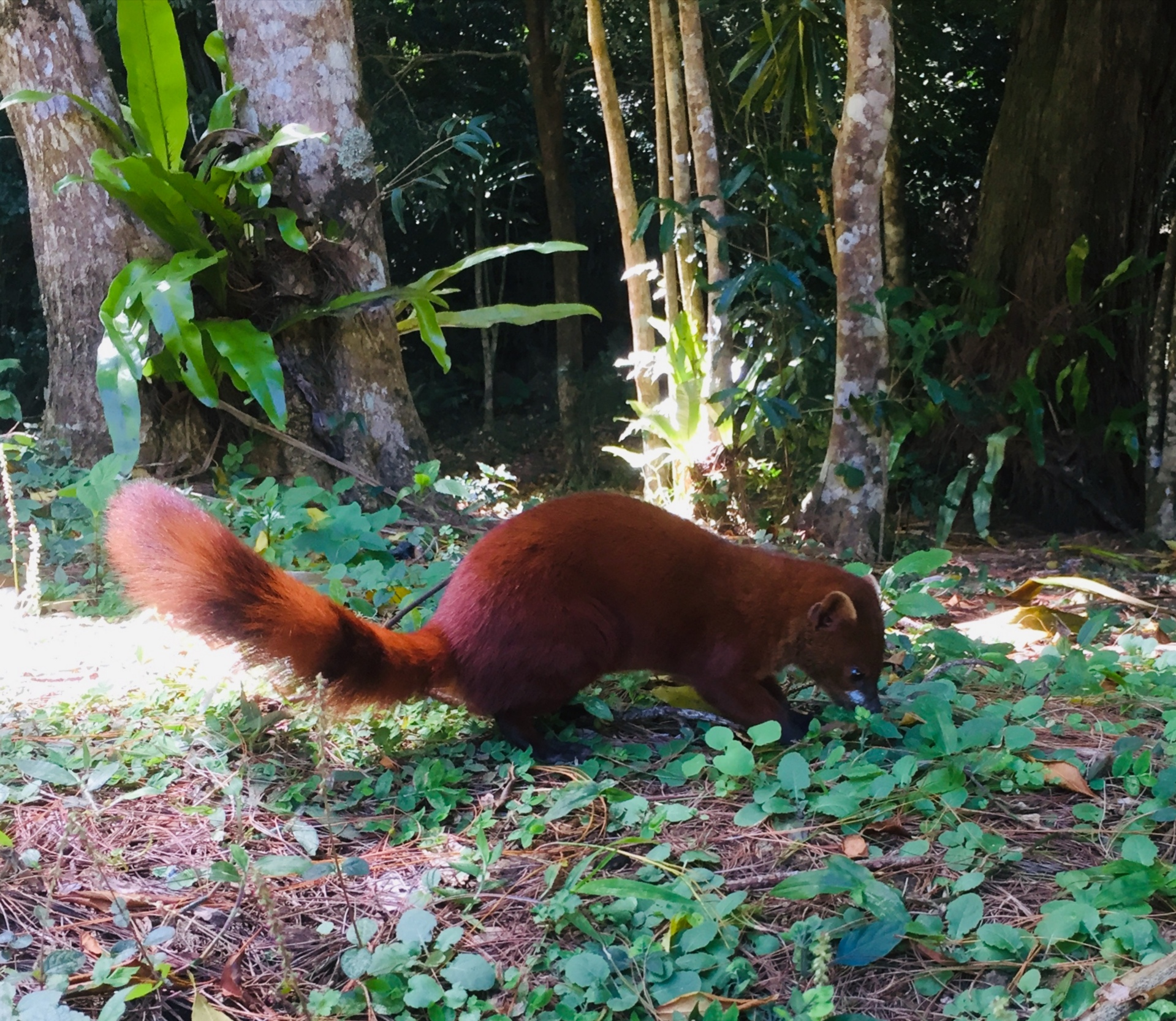
Vontsira Parc National

Les Galidies, anciennement les mangoustes malgaches, sont des mammifères carnivores de la famille des eupléridés formant la  sous-famille des Galidinés (Galidiinae). Cette sous-famille était auparavant placée dans la famille des herpestidés avec les mangoustes. Elle a été créée par le zoologiste britannique John Edward Gray (1800-1875) en 1865.

Comme tous les eupléridés, les galidies sont endémiques de Madagascar.

## Liste des genres et espèces
- Genre Galidia  I. Geoffroy Saint-Hilaire, 1837
  - Galidia elegans - Galidie à queue annelée
- Genre Galidictis  I. Geoffroy Saint-Hilaire, 1839
  - Galidictis fasciata - Galidie à bandes
  - Galidictis grandidieri - Galidie de Grandidier
- Genre Mungotictis  Pocock, 1915
  - Mungotictis decemlineata - Galidie à bandes étroites
- Genre Salanoia  Gray, 1865
  - Salanoia concolor - Galidie unicolore